# 里奥廷托 (帕拉伊巴州)
里奥廷托是巴西帕拉伊巴州的一个市镇。总面积466.397平方公里，总人口22740人，人口密度48.8人/平方公里。